# اچ‌ام‌اس استارفیش (۱۹اس)
اچ‌ام‌اس استارفیش (۱۹اس) (به انگلیسی: HMS Starfish (19S)) یک زیردریایی بود که طول آن ۲۰۲ فوت ۶ اینچ (۶۱٫۷۲ متر) بود. این زیردریایی در سال ۱۹۳۳ ساخته شد.